# Microtoena
Microtoena, biljni rod iz porodice medićevki smještwen u tribus Pogostemoneae, dio potporodice Lamioideae. Pripada mu 19 vrsta trajnica koje rastu po dijelovima Azije od Himalaja do Kine na istoku i zapadne Malezije na jugu. Rod je opisan 1889. Tipična je Microtoena cymosa Prain, sinonim za Microtoena patchoulii.

## Vrste
1. Microtoena albescens C.Y.Wu & S.J.Hsuan
2. Microtoena brevipedunculata (C.Y.Wu & S.J.Hsuan) Q.Wang
3. Microtoena delavayi Prain
4. Microtoena esquirolii H.Lév.
5. Microtoena insuavis (Hance) Prain ex Briq.
6. Microtoena megacalyx C.Y.Wu
7. Microtoena miyiensis C.Y.Wu & H.W.Li
8. Microtoena mollis H.Lév.
9. Microtoena moupinensis (Franch.) Prain
10. Microtoena muliensis C.Y.Wu
11. Microtoena nepalensis Stearn
12. Microtoena omeiensis C.Y.Wu & S.J.Hsuan
13. Microtoena patchoulii (C.B.Clarke ex Hook.f.) C.Y.Wu & S.J.Hsuan
14. Microtoena praineana Diels
15. Microtoena robusta Hemsl.
16. Microtoena stenocalyx C.Y.Wu & S.J.Hsuan
17. Microtoena urticifolia Hemsl.
18. Microtoena vanchingshanensis C.Y.Wu & S.J.Hsuan
19. Microtoena wardii Stearn